# Grammy Award de la meilleure prestation de jazz
Le Grammy Award for Best Improvised Jazz Solo (« Grammy Award du meilleur solo en improvisation jazz ») est une récompense musicale décernée depuis 1959 à des artistes de jazz lors de la cérémonie des Grammy Awards.

## Historique
L'intitulé de la catégorie a changé plusieurs fois au cours de son histoire. 
| Année        | Titre                                                            |
| ------------ | ---------------------------------------------------------------- |
| 1959         | Best Jazz Performance, Individual                                |
| 1960         | Best Jazz Performance - Soloist                                  |
| 1961 à 1971  | Confondu avec Best Jazz Instrumental Album                       |
| 1972 à 1978  | Best Jazz Performance by a Soloist                               |
| 1979 à 1988  | Best Jazz Instrumental Performance, Soloist                      |
| 1989 et 1990 | Best Jazz Instrumental Performance Soloist (on a jazz recording) |
| 1991         | Best Jazz Instrumental Performance, Soloist                      |
| 1992 à 2008  | Best Jazz Instrumental Solo                                      |
| 2009 à 2023  | Best Improvised Jazz Solo                                        |
| Depuis 2024  | Best Jazz Performance                                            |

## Liste des lauréats
L'année indiquée est celle de la cérémonie et récompense un travail réalisé l'année précédente.

### Avant 1980
| Année       | Artiste récompensé                | Composition                                       | Autres nommés et leur composition | Lauréat | Ref.  |
| ----------- | --------------------------------- | ------------------------------------------------- | --- | ------- | ----- |
| 1959        | Ella Fitzgerald                   | Ella Fitzgerald Sings the Duke Ellington Songbook | - Johan Jones – Baubles, Bangles and Beads - Jonah Jones – Jumpin’ with Jonah - Matty Matlock – Dixieland Story - George Shearing – Burnished Brass                                                                                   |         | [ 1 ] |
| 1960        | Ella Fitzgerald                   | Ella Swings Lightly                               | - Ruby Braff – Easy Now - Urbie Green – Best of New Broadway Show Hits - Earl Hines – Quintessential Recording Session - Red Norvo – Red Norvo in Hi-Fi - Andre Previn – Like Young - Bobby Troup – Bobby Troup and His Stars of Jazz |         |       |
| 1961 à 1971 | Voir Best Jazz Instrumental Album |                                                   | |         |       |
| 1972        | Bill Evans                        | The Bill Evans Album                              | - Larry Coryell – Gypsy Queen - Dizzy Gillespie – Portrait of Jenny - Earl Hines – Quintessential Recording Session - Carmen McRae – Carmen McRae - Jimmy Rushing – The You and Me That Used to Be                                    |         |       |
| 1973        | Gary Burton                       | Alone at Last                                     | - Freddie Hubbard – The Hub of Hubbard - Tom Scott – Great Scott - Sonny Stitt – Tune-Up! - McCoy Tyner – Sahara |         |       |
| 1974        | Art Tatum                         | God Is in the House                               | - Freddie Hubbard – In a Mist - Hubert Laws – Morning Star - Clifford Brown – The Beginning and the End - Ray Brown – The Very Thought of You                                                                                         |         |       |
| 1975        | Charlie Parker                    | First Recordings!                                 | - Freddie Hubbard – High Energy - Keith Jarrett – Solo Concerts - Hubert Laws – In the Beginning - McCoy Tyner – Naima |         |       |
| 1976        | Dizzy Gillespie                   | Oscar Peterson and Dizzy Gillespie                | - John Coltrane – Giant Steps - Jim Hall – Concierto - Phineas Newborn Jr – Solo Piano - Phil Woods – Images |         |       |
| 1977        | Count Basie                       | Basie and Zoot                                    | - Jim Hall – Commitment - Jaco Pastorius – Donna Lee - Art Tatum – Works of Art - Clark Terry – Clark Terry and His Jolly Giants - Phil Woods – The New Phil Woods Album                                                              |         |       |
| 1978        | Oscar Peterson                    | The Giants                                        | - John Coltrane – Afro Blue Impressions - Hank Jones – 'Bop Redux - Jaco Pastorius – Heavy Weather - Phil Woods – The Phil Woods Six - Live from the Showboat                                                                         |         |       |
| 1979        | Oscar Peterson                    | Oscar Peterson Jam – Montreux '77                 | - Al Cohn – Heavy Love - Stan Getz – Stan Getz Gold - Dexter Gordon – Sophisticated Giant - Woody Shaw – Rosewood |         |       |

### Années 1980
| Année | Artiste récompensé | Composition                        | Autres nommés et leur composition | Lauréat | Ref. |
| ----- | ------------------ | ---------------------------------- | --- | ------- | ---- |
| 1980  | Oscar Peterson     | Jousts                             | - Pepper Adams – Reflectory - Paul Desmond – Paul Desmond - Dexter Gordon – Manhattan Symphonie - Zoot Sims – Warm Tenor                                                                                            |         |      |
| 1981  | Bill Evans         | I Will Say Goodbye                 | - Pepper Adams du Helen Merrill Sextet – Chasin' the Bird - Hank Jones – I Remember You - Jimmy Knepper – Cunningbird - Phil Woods – The Phil Woods Quartet, Vol. 1                                                 |         |      |
| 1982  | John Coltrane      | Bye Bye Blackbird                  | - Pepper Adams – The Master… Pepper Adams - Pete Christlieb – Self Portrait - Jimmy Rowles – Music's the Only Thing on My Mind - Ira Sullivan – The Incredible Ira Sullivan                                         |         |      |
| 1983  | Miles Davis        | We Want Miles                      | - Tommy Flanagan – The Magnificent Tommy Flanagan - Wynton Marsalis – Wynton Marsalis - Jimmy Rowles – Jimmy Rowles Plays Duke Ellington and Billy Strayhorn - Ira Sullivan – Night and Day                         |         |      |
| 1984  | Wynton Marsalis    | Think of One                       | - Art Blakey – Keystone 3 - Chick Corea – Trio Music - Sonny Stitt – The Last Stitt Sessions, Vol. I - Phil Woods – At the Vanguard                                                                                 |         |      |
| 1985  | Wynton Marsalis    | Hot House Flowers                  | - Pepper Adams, Kenny Wheeler – Live at Fat Tuesday's - Tommy Flanagan – Thelonica - Ira Sullivan – Ira Sullivan… Does It All - Zoot Sims – Quietly There                                                           |         |      |
| 1986  | Wynton Marsalis    | Black Codes (From the Underground) | - Miles Davis – Human Nature - Dizzy Gillespie – Sing Joy Spring track from Vocalese (Manhattan Transfer) - Stanley Jordan – Magic Touch - James Moody – Meet Benny Bailey track from Vocalese (Manhattan Transfer) |         |      |
| 1987  | Miles Davis        | Tutu                               | - Eddie Daniels – Breakthrough - Dizzy Gillespie – Closer to the Source - Branford Marsalis – Royal Garden Blues - Wynton Marsalis – Insane Asylum                                                                  |         |      |
| 1988  | Dexter Gordon      | The Other Side of 'Round Midnight  | - Michael Brecker – Michael Brecker - Eddie Daniels – To Bird with Love - Branford Marsalis – Cottontail - Wynton Marsalis – Marsalis Standard Time, Vol. 1                                                         |         |      |
| 1989  | Michael Brecker    | Don't Try This at Home             | - Miles Davis – Music from Siesta - Branford Marsalis – Random Abstract - Wynton Marsalis – The Wynton Marsalis Quartet Live at Blues Alley - Rob Wasserman – Duets                                                 |         |      |

### Années 1990
| Année | Artiste récompensé            | Composition                                             | Autres nommés et leur composition | Lauréat | Ref. |
| ----- | ----------------------------- | ------------------------------------------------------- | --- | ------- | ---- |
| 1990  | Miles Davis                   | Aura                                                    | - Chick Corea – Sophisticated Lady - Wynton Marsalis – The Majesty of the Blues - John Patitucci – Bessie's Blues - Andre Previn – After Hours                             |         |      |
| 1991  | Oscar Peterson                | The Legendary Oscar Peterson Trio Live at the Blue Note | - Miles Davis – The Hot Spot - George Benson – Basie's Bag - Stan Getz – Anniversary - Branford Marsalis – Crazy People Music                                              |         |      |
| 1992  | Stan Getz                     | I Remember You                                          | - Dave Grusin – How Long Has This Been Going On? - David Sanborn – Another Hand - Toots Thielemans – Bluesette - Phil Woods – All Bird's Children                          |         |      |
| 1993  | Joe Henderson                 | Lush Life                                               | - Randy Brecker – Above and Below - Miles Davis – Fantasy - Stan Getz – Kenny Barron Soul Eyes - Wynton Marsalis – Blue Interlude                                          |         |      |
| 1994  | Joe Henderson                 | Miles Ahead                                             | - Benny Carter – The More I See You - Herbie Hancock – Brasil - Lee Ritenour – 4 on 6 - Phil Woods – Nostalgico                                                            |         |      |
| 1995  | Benny Carter                  | Prelude to a Kiss                                       | - Michael Brecker – African Skies - Chick Corea – Lush Life - Charlie Haden – Alone Together - Wayne Shorter – Pinocchio                                                   |         |      |
| 1996  | Michael Brecker               | Impressions                                             | - Kenny Barron – Take the Coltrane - Pete Christlieb – But Beautiful - Eliane Elias, Herbie Hancock – The Way You Look Tonight - Charlie Haden, Hank Jones – Go Down Moses |         |      |
| 1997  | Michael Brecker               | Cabin Fever                                             | - Charlie Haden – Now Is the Hour - Joe Lovano – Duke Ellington's Sound of Love - Gonzalo Rubalcaba – Agua de Beber                                                        |         |      |
| 1998  | Doc Cheatham, Nicholas Payton | Stardust                                                | - Buddy DeFranco – You Must Believe in Swing - Tommy Flanagan – Dear Old Stockholm - Antonio Hart – The Community - Brad Mehldau – Blame It on My Youth                    |         |      |
| 1999  | Chick Corea, Gary Burton      | Rhumbata                                                | - Kenny Barron – For Heaven's Sake - Randy Brecker – My Funny Valentine - Benny Golson – Body & Soul - David Liebman – My Favorite Things                                  |         |      |

### Années 2000
| Année | Artiste récompensé | Composition        | Autres nommés et leur composition | Lauréat | Ref. |
| ----- | ------------------ | ------------------ | --- | ------- | ---- |
| 2000  | Wayne Shorter      | In Walked Wayne    | - Gary Burton – Straight Up and Down - Chick Corea – Wigwam - Stefon Harris – There Is No Greater Love - Chris Potter – In Vogue                         |         |      |
| 2001  | Pat Metheny        | (Go) Get It        | - Terence Blanchard – I Thought About You - Kenny Barron – Passion Dance - Michael Brecker – Outrance - Keith Jarrett – I Got It Bad and That Ain't Good |         |      |
| 2002  | Michael Brecker    | Chan's Song        | - Kenny Barron, Regina Carter – Fragile - Gary Burton – Lost In a Fog - Terence Blanchard – Outrance - Pat Martino – All Blues                           |         |      |
| 2003  | Herbie Hancock     | My Ship            | - Michael Brecker – Naima - Pete Christlieb – Chelsea Bridge - Tommy Flanagan – Sunset & The Mockingbird - Pat Metheny – Proof                           |         |      |
| 2004  | Chick Corea        | Matrix             | - Joey DeFrancesco – All or Nothing At All - Keith Jarrett – Butch & Butch - Mike Melvoin – All or Nothing At All - Pat Martino – Africa                 |         |      |
| 2005  | Herbie Hancock     | Speak Like a Child | - Alan Broadbent – What's New - Don Byron – I Want to Be Happy - Donny McCaslin – Buleria, Solea Y Rumba - John Scofield – Wee                           |         |      |
| 2006  | Sonny Rollins      | Why Was I Born?    | - Alan Broadbent – Round Midnight - Ravi Coltrane – Away - Herbie Hancock – The Source - Branford Marsalis – A Love Supreme                              |         |      |
| 2007  | Michael Brecker    | Some Skunk Funk    | - Paquito D'Rivera – Paq Man - Taylor Eigsti – Freedome Jazz Dance - Roy Haynes – Hippidy Hop - Branford Marsalis – Hope                                 |         |      |
| 2008  | Michael Brecker    | Anagram            | - Terence Blanchard – Levees - Herbie Hancock – Both Sides Now - Hank Jones – Lullaby - Paul McCandless – 1000 Kilometers                                |         |      |
| 2009  | Terence Blanchard  | Be-Bop             | - Till Brönner – Seven Steps to Heaven - Gary Burton, Chick Corea – Waltz for Debby - Pat Metheny – Son of Thirteen - James Moody – Be-Bop               |         |      |

### Années 2010
| Année | Artiste récompensé         | Composition                                                             | Autres nommés et leur composition | Lauréat | Ref.  |
| ----- | -------------------------- | ----------------------------------------------------------------------- | --- | ------- | ----- |
| 2010  | Terence Blanchard          | Dancin' 4 Chicken                                                       | - Gerald Clayton – All Of You - Roy Hargrove – Ms. Garvey, Ms. Garvey - Martial Solal – On Green Dolphin Street - Miguel Zenon – Villa Palmeras     |         |       |
| 2011  | Herbie Hancock             | A Change is Gonna Come                                                  | - Alan Broadbent – Solar - Keith Jarrett – Body and Soul - Hank Jones – Lonely Woman - Wynton Marsalis – Van Gogh                                   |         |       |
| 2012  | Chick Corea                | 500 Miles High                                                          | - Randy Brecker – All or Nothing at All - Ron Carter – You are My Sunshine - Fred Hersch – Work - Sonny Rollins – Sonnymoon for Two                 |         |       |
| 2013  | Gary Burton et Chick Corea | Hot House                                                               | - Brad Mehldau – Ode - Kenny Garrett – J. Mac - Chick Corea – Alice in Wonderland - Ravi Coltrane – Cross Roads                                     |         | [ 2 ] |
| 2014  | Wayne Shorter              | Orbits (Without a Net)                                                  | - Terence Blanchard – Don't Run - Paquito d'Rivera – Song for Maura - Fred Hersch – Song Without Words #4: Duet - Donny McCaslin – Stadium Jazz Run |         |       |
| 2015  | Chick Corea                | Fingerprints                                                            | - Kenny Barron – The Eye of the Hurricane - Fred Hersch – You and the Night and the Music - Joe Lovano – Recorda Me - Brad Mehldau – Sleeping Giant |         |       |
| 2016  | Christian McBride          | Cherokee                                                                | - John Scofield – Past Present - Joshua Redman – Friend or Foe - Donny McCaslin – Arbiters of Evolution - Joey Alexander – Giant Steps              |         | [ 3 ] |
| 2017  | John Scofield              | I'm So Lonesome I Could Cry                                             | - Brad Mehldau – I Concentrate on You - Fred Hersch – We See - Ravi Coltrane – In Movement - Joey Alexander – Countdown                             |         | [ 4 ] |
| 2018  | John McLaughlin            | Miles Beyond                                                            | - Sara Caswell – Can't Remember Why - Billy Childs – Danse of Shiva - Fred Hersch – Whisper Not - Chris Potter – Llimba                             |         | [ 5 ] |
| 2019  | John Daversa               | Don't Fence Me In (American Dreamers: Voices Of Hope, Music Of Freedom) | - Regina Carter – Some of that Sunshine - Fred Hersch – We See - Brad Mehldau – De-Dah - Miguel Zenón – Cadenas                                     |         |       |

### Années 2020
| Année | Artiste récompensé | Composition           | Autres nommés et leur composition | Lauréat | Ref.  |
| ----- | ------------------ | --------------------- | --- | ------- | ----- |
| 2020  | Randy Brecker      | Sozinho               | - Melissa Aldana – Elsewhere - Julian Lage – Tomorrow is the Question - Branford Marsalis – The Windup - Christian McBride – Sight Seeing   |         | [ 6 ] |
| 2021  | Chick Corea        | All Blues             | - Christian Scott Atunde Adjuah – Guinnevere - Regina Carter – Pachamama - Gerald Clayton – Celia - Joshua Redman – Moe Honk                |         |       |
| 2022  | Chick Corea        | Humpty Dumpty (Set 2) | - Terence Blanchard – Absence - Jon Batiste – Bigger Than Us - Kenny Barron – Kick Those Feet - Christian Scott Atunde Adjuah – Sackodougou |         |       |